# Mark Stevens (Mr 10½)
Mark Stevens (Mr 10½) ist eine Fotografie des US-amerikanischen Fotografen Robert Mapplethorpe. Sie entstand 1976 in Schwarz-Weiß-Technik.
Die Aufnahme zeigt den unter dem Pseudonym Marc Stevens arbeitenden US-amerikanischen Pornodarsteller Marc Kutner (1943–1989), eine der Schlüsselfiguren der entstehenden Pornoindustrie in New York zu Beginn der 1970er Jahre, der mit Bezug auf seine Penisgröße auch Mr 10½ genannt wurde. Stevens, bekleidet nur mit Chaps aus schwarzem Leder, beugt sich diagonal nach rechts über eine mit Leinen bezogene Schachtel. Im Mittelpunkt des Bildes sind sein halb erigierter Penis und seine Hoden zu sehen. Oberhalb der Schultern und unterhalb der Knie ist das Bild beschnitten, so dass sich die Darstellung des männlichen Körpers auf den Genitalbereich beschränkt. 
Die Aufnahme entstand in einer Zeit, in der Homosexuelle in den USA in großer Zahl aus der Verborgenheit an die Öffentlichkeit traten, um einerseits das öffentliche Bewusstsein zu ändern und andererseits eine eigene Kultur zu entwickeln.
Die Aufnahme wurde 2011 in der Ausstellung Robert Mapplethorpe. Retrospektive im C/O Berlin gezeigt.

## Rezeption
In einem  Artikel in der New York Times im Sommer 1989 verknüpfte der US-amerikanische Politiker Jesse Helms nach Mapplethorpes Tod Homosexualität und AIDS und äußerte sich herablassend über dessen Werk:  „Es ist ein großer Unterschied zwischen dem Kaufmann von Venedig und einem Foto zweier Männer unterschiedlicher Rasse in erotischer Pose auf einem Tisch mit Marmorplatte.“ Er verwechselte jedoch dabei zwei Fotos von männlichen Paaren, darunter Ken und Tyler von 1985, von denen keines auf einem Tisch mit Marmorplatte posiert, mit der Aufnahme Mark Stevens (Mr 10½), die jedoch auch keinen Tisch mit Marmorplatte zeigt. In einem im November 1989 im Magazin Museum & Arts veröffentlichten Bericht ging Helms auf Kunstwerke in seinem Haus ein, in dem er zehn oder zwölf Kunstwerke habe, und erklärte: „Aber wir haben keinen Penis, ausgebreitet auf einem Tisch.“ Helms fotokopierte das Werk und verteilte die Kopien unter US-Senatoren, um Stimmung gegen Förderung von Kunst mit öffentlichen Mitteln zu machen.
Den nordirischen Dichter Michael Longley regte das Foto zu dem in The Ghost Orchid 1995 veröffentlichten Gedicht „Mr 10½ after Robert Mapplethorpe“ an, in dem es heißt 

„When he lays out on a market stall or altar

  His penis and testicles in thanksgiving and for sale,

  I find myself considering his first months in the womb

  As a wee girl […]“